# Faraoani (okręg Bacău)
Faraoani – wieś w Rumunii, w okręgu Bacău, w gminie Faraoani. W 2011 roku liczyła 3932 mieszkańców.